# Vasteland van China

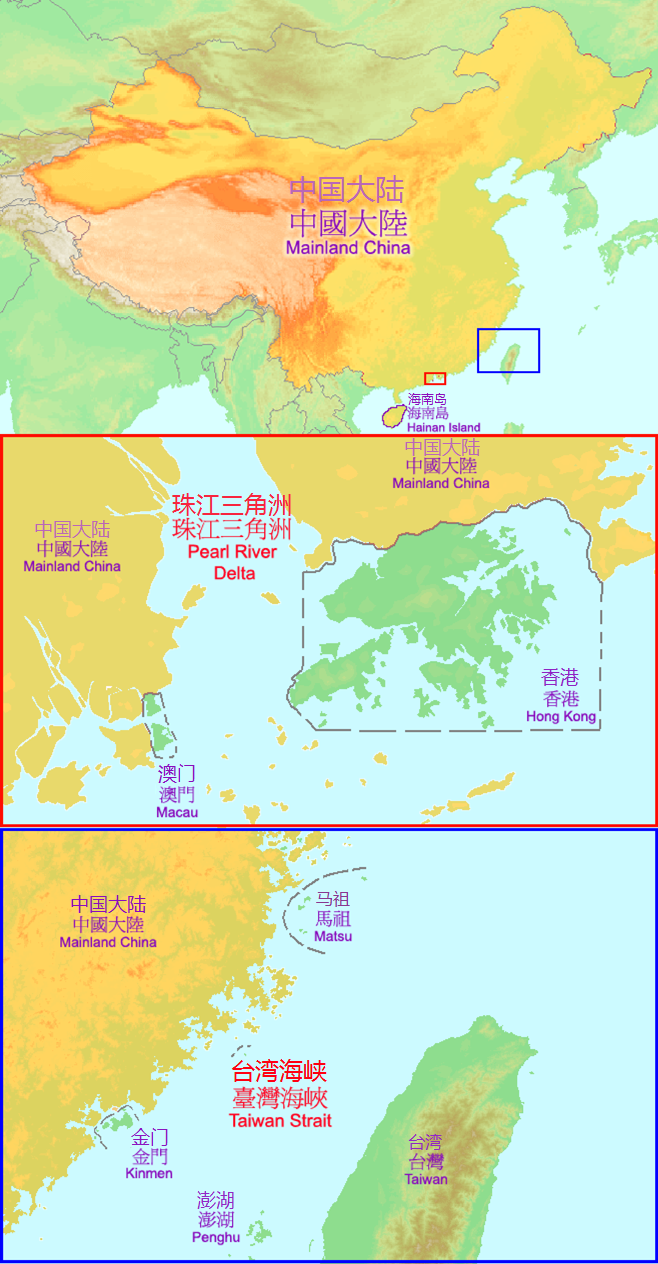
Vasteland van China

Continentaal China, Vasteland China, Vasteland van China of het Chinese Vasteland (vereenvoudigd Chinees: 大陆; traditioneel Chinees: 大陸; pinyin: Dàlù) is een politiek-geografische term die verwijst naar China exclusief de beide Speciale Bestuurlijke Regio's Hongkong en Macau en ook exclusief de Republiek China (Taiwan, Matsu, Prataseilanden, Kinmen, Taiping en Wuqiu). Hoewel Hainan een eiland is, wordt het tot het 'vasteland van China' gerekend. De term wordt dus eerder in politieke dan in geografische zin gebruikt.